# Resultados do Carnaval de São Paulo em 1982
Este é o resultado do carnaval de São Paulo em 1982.

## Escolas de samba

### Grupo 1
Os desfiles do Grupo 1 ocorreram no dia 21 de fevereiro de 1982.
Classificação
| Legenda: Campeã |

| Col. | Escola                | Enredo                                   | Pontos |
| ---- | --------------------- | ---------------------------------------- | ------ |
| 1    | Vai-Vai               | Orun-Ayê - O Eterno Amanhecer            | 95,00  |
| 2    | Nenê de Vila Matilde  | Palmares, Raízes da Liberdade            | 92,00  |
| 3    | Camisa Verde e Branco | Negros Maravilhosos "Mutuo Mundo Kitoko" | 90,00  |
| 4    | Rosas de Ouro         | Ainá, no Reino de Baobá                  | 89,00  |
| 5    | Mocidade Alegre       | Malungos "Guerreiros Negros"             | 82,00  |
| 6    | Barroca Zona Sul      | Futebol e Carnaval                       | 81,00  |
| 7    | Unidos do Peruche     | No Reino da Mãe D'Água                   | 75,00  |
| 8    | Imperador do Ipiranga | Era Uma Vez... no País da Felicidade     | 75,00  |
| --   | Renascença da Lapa    | O Touro Rei                              | 70,00  |
| --   | Príncipe Negro        | Maravilhosa Cidade                       | 66,00  |

### Grupo 2
Os desfiles do Grupo 2 ocorreram no dia 22 de fevereiro de 1982.
Classificação
| Legenda: Promovida Rebaixada/Desclassificada |

| Col. | Escola                     | Enredo                                           | Pontos |
| ---- | -------------------------- | ------------------------------------------------ | ------ |
| 1    | Flor da Vila Dalila        | Remotas Gerações a Caminho do Brasil             | 93,00  |
| 2    | Pérola Negra               | No Reino de Mãos de Cabelo e da Negra Pisadeira  | 91,00  |
| 3    | Acadêmicos do Tucuruvi     | Primeira Dama da Caricatura - Nair de Teffé      | 89,00  |
| 4    | Colorado do Brás           | Adoniran Barbosa                                 | 87,00  |
| 5    | Águia de Ouro              | Viagem Encantada ao Reino da Natureza            | 86,00  |
| 6    | Império do Cambuci         | Temi Gato na Tuba ou Carnavais de João de Barro  | 77,00  |
| 7    | Cabeções de Vila Prudente  | Quem Não Tem Balangandãs Não Vai ao Bonfim       | 73,00  |
| 8    | Filhotes da X-9            | Profecia de Ifá - Uma História de Amor           | 72,00  |
| 9    | Tom Maior                  | Titulares do Ritmo - 30 Anos de União            | 63,00  |
| —    | Primeira do Itaim Paulista | Fantástico Mundo de Sonhos e Ilusões - O Cassino | --     |

### Grupo 3
Os desfiles do Grupo 3 ocorreram no dia 20 de fevereiro de 1982.
Classificação
| Legenda: Promovida Rebaixada |

| Col. | Escola                    | Enredo                                  | Pontos |
| ---- | ------------------------- | --------------------------------------- | ------ |
| 1    | Primeira de Vila Carolina | Negro Esplendor - Orgulho de Uma Raça   | 92,0   |
| 2    | Prova de Fogo             | Mundo Encantado da Ilusão               | 87,0   |
| 3    | Paulistano da Glória      | O Lenitivo de Negro na Dança da Aruenda |        |
| 4    | Passo de Ouro             | Festa ao Deus Pagão                     |        |
| 5    | Imperiais do Real Parque  | Os Imigrantes                           |        |
| 6    | Morro da Casa Verde       | No Reino da Cantoria                    |        |
| 7    | Unidos de Vila Maria      | Feitiço da Vida                         |        |
| 8    | Diplomatas de São Miguel  | Fantasia                                |        |
| 9    | Flor da Penha             | Rainha Kaiana                           |        |
| 10   | Acadêmicos do Ipiranga    | Cinderela da Favela                     | 65,00  |
| 11   | Império Lapeano           | Fabulas Fabulosas! "Monteiro Lobato"    | 57,00  |
| 12   | Fio de Ouro               | Passárgada - O Poema de um Sonho        | -52,00 |

### Grupo 4
Os desfiles do Grupo 4 ocorreram no dia 20 de fevereiro de 1982.
Classificação
| Legenda: Promovida Rebaixada |

| Col. | Escola                      | Enredo                                                        | Pontos |
| ---- | --------------------------- | ------------------------------------------------------------- | ------ |
| 1    | Primeira da Aclimação       | O Mundo Maravilhoso do Circo                                  | 92,00  |
| 2    | Cachoeira Império do Samba  | Nos Tempos dos Meus Avós                                      | 83,00  |
| 3    | Levanta Poeira              | Reinado de Orfeu                                              | 76,00  |
| 4    | Estrela de Prata            | A Ilha de Paquetá                                             | 71,00  |
| 5    | Acadêmicos do Tatuapé       | A Tenda dos Milagres                                          | 68,00  |
| 6    | Corujas de Vila Esperança   | Ouro de Nossa Terra                                           | 66,00  |
| 7    | Unidos de São Miguel        | Divino Cartola                                                | 65,00  |
| 8    | Unidos do Bom Retiro        | Bom Retiro Retrata em Sonho Brasil                            | 60,00  |
| 9    | Dragões de Vila Alpina      | Lemuria, Berço do Poder Mágico                                | 58,00  |
| 10   | Unidos da Galvão Bueno      | Rei Momo, Simbolismo do Carnaval                              | 57,00  |
| 11   | Falcão do Morro Itaquerense | Itaquera - São Paulo Crescente                                | 56,00  |
| 12   | Aristocratas do Tucuruvi    | Brasileiríssimo - Vida e Obras Musicais de Heitor Villa Lobos | 55,00  |

### Vaga Aberta
Os desfiles do grupo ocorreram no dia 20 de fevereiro de 1982.
Classificação
| Legenda: Promovida Desclassificada |

| Col. | Escola                              | Enredo                                                        | Pontos |
| ---- | ----------------------------------- | ------------------------------------------------------------- | ------ |
| 1    | Imperatriz da Paulicéia             | Maravilhoso Reino da Sorte                                    | 98,00  |
| 2    | Unidos de São Lucas                 | Recife, a Veneza Brasileira                                   | 89,00  |
| 3    | Lavapés                             | Marquesa de Santos - Domitila de Castro, a Bela Dama Paulista | 88,00  |
| 4    | Ermelinense                         | Recife, Bela e Lendária                                       | 84,00  |
| 5    | Folha Azul dos Marujos              | Saudosa Maloca                                                | 73,00  |
| 6    | Flor da Zona Sul                    | Rei Zumbi                                                     | 62,00  |
| 7    | Os Bambas                           | Índios e Colonos                                              | 60,00  |
| --   | Unidos do Morro                     | Aruanda - Paraíso da Liberdade                                | --     |
| --   | Paraíso do Samba                    | Exaltando a Vila                                              | --     |
| --   | Flor de Maio                        | Faria Lima, O Brigadeiro Genial                               | --     |
| --   | Primeira Lá de Casa                 | O Mundo Maravilhoso de Maurício de Souza                      | --     |
| --   | Mocidade Independente da Zona Norte | O Sol e a Lua - Uma História de Amor                          | --     |
| --   | Independentes do Jardim Miriam      | A Cidade da Bahia Numa Visão de Carybê                        | --     |